# Earias subviridis
Earias subviridis är en fjärilsart som beskrevs av Lucas 1898. Earias subviridis ingår i släktet Earias och familjen trågspinnare. Inga underarter finns listade i Catalogue of Life.